# Eberhard Kunz
Eberhard Kunz (* 11. Mai 1937 in Neuwürschnitz) ist ein deutscher Diplomat. Er war Botschafter der DDR in Somalia von 1978 bis 1981 und auf den Philippinen von 1986 bis 1989.

## Leben
Er stammt aus einer Neuwürschnitzer Bergarbeiterfamilie. In Neuwürschnitz II besuchte er bis 1952 die Schule, danach wechselte er auf die Zweijahrschule für den Steinkohlenbergbau in Stollberg/Erzgeb. Als Junghauer aus dem Oelsnitzer Steinkohlenrevier wurde Eberhard Kunz 1954 zur Arbeiter-und-Bauern-Fakultät (ABF) nach Freiberg delegiert. In Leipzig legte er an der ABF 1957 die Abschlussprüfung ab. Anschließend nahm er ein Studium der Rechtswissenschaften an der Karl-Marx-Universität Leipzig auf. Bereits ein Jahr später wurde er zum Studium der Außenpolitik an das Institut für Internationale Beziehungen nach Moskau delegiert, wo er eine Ausbildung in Philosophie, Geschichte und internationalem Recht erhielt sowie die Fremdsprachen Russisch, Englisch und Suaheli erlernte.
1964 promovierte Eberhard Kunz zum Dr. rer. pol. Danach wurde er Oberreferent im Ministerium für Auswärtige Angelegenheiten der DDR. Im März 1965 ging er als Vizekonsul an das Konsulat der DDR in Sansibar, wo er bis 1968 tätig war. Von 1970 bis 1973 war Eberhard Kunz stellvertretender Leiter der DDR-Botschaft in Somalia und von 1976 bis 1978 in gleicher Funktion in Tansania. 1978 wurde er Botschafter in Somalia, wo er 1981 vom Präsidenten Mohammed Siad Barre zum Abschiedsbesuch empfangen wurde. 1986 wurde Eberhard Kunz DDR-Botschafter auf den Philippinen. 1989 legte er dieses Amt nieder.

## Ehrungen
- Ritterlicher Kommandeur des Rizal-Ordens
- Sikatuna-Orden in dem Rang „Datu“[1]